# Birgitta Sellén
Edla Hedvig Birgitta Sellén, född 10 mars 1945 i Sättna församling i Västernorrlands län, är en svensk politiker (centerpartist), som var riksdagsledamot 1998–2010. Hon var riksdagens andre vice talman 2006–2010. Utöver det var hon ledamot i kulturutskottet 1998–2006, suppleant i utbildningsutskottet 1998–2010 och i konstitutionsutskottet 2007–2010.
Från 1966 till 1998 arbetade hon som lågstadielärare. Under 1970- och 1980-talet var hon facklig förtroendeman i Sveriges lärarförbund. Hon var ledamot i Sundsvalls kommunfullmäktige 1988–1998 och 2002–2006, ledamot i kulturnämnden 1988–1994, gruppledare och oppositionsråd i Sundsvalls kommun 1994–1998, ledamot av valberedningen för Centerpartiets partistyrelse från år 2000 och ledamot i distriktsstyrelsen för Centerpartiet i Medelpad från 1994, distriktsordförande för Centerpartiet i Medelpad från 2005, ledamot i länsstyrelsens styrelse från 2003 och ledamot i Kustbevakningens styrelse från år 2006.